# Intersection (magazine)
 (juillet 2024).
Si vous disposez d'ouvrages ou d'articles de référence ou si vous connaissez des sites web de qualité traitant du thème abordé ici, merci de compléter l'article en donnant les références utiles à sa vérifiabilité et en les liant à la section « Notes et références ».
Intersection (sous-titré Le Style en Mouvement) est un magazine masculin trimestriel consacré à la mode, la culture et l'art à travers des articles sur la mobilité : automobile, moto, vélo, bateau, skateboard et tout autre objet lié au mouvement.

## Histoire
Intersection est né au Royaume-Uni en 2001, à l’initiative de Yorgo Tloupas (cofondateur de Crash Magazine), Dan Ross (directeur marketing de Dazed & Confused), Rankin (John Rankin Waddell, propriétaire de Dazed & Confused).
Depuis janvier 2008, l'édition française est disponible et est distribué à une moyenne de 50 000 exemplaires. Des éditions francophones dérivées existent pour la Suisse, la Belgique, Monaco et le Maroc.
Plusieurs célébrités ont fait la couverture d'Intersection comme : Vahina Giocante ; Ora-ïto ; Caterina Murino ; Philippe Starck ; Jean-Charles de Castelbajac ; Mareva Galanter ; Uffie.